# La Femme à l'Éventail
La Femme à l'Éventail é um óleo sobre tela da autoria do pintor português Manuel Jardim. Pintado em 1919, mede 168 cm de altura e 90 cm de largura.
A pintura pertence ao acervo do Museu Nacional Machado de Castro em Coimbra.